# El Llanito, San Luis Potosí
El Llanito är en ort i Mexiko.   Den ligger i kommunen Alaquines och delstaten San Luis Potosí, i den centrala delen av landet, 290 km norr om huvudstaden Mexico City. El Llanito ligger 1 440 meter över havet och antalet invånare är 141.
Terrängen runt El Llanito är huvudsakligen kuperad, men åt sydost är den bergig. El Llanito ligger uppe på en höjd. Runt El Llanito är det ganska glesbefolkat, med 40 invånare per kvadratkilometer. Närmaste större samhälle är Cardenas, 15,6 km väster om El Llanito. I omgivningarna runt El Llanito växer i huvudsak städsegrön lövskog.